# Паршово
Паршово — деревня в Селивановском районе Владимирской области России, входит в состав Новлянского сельского поселения.

## География
Деревня расположена в 6 км на восток от центра поселения деревни Новлянка и в 13 км на юг от райцентра Красной Горбатки.  

## История
Деревня впервые упоминается в окладных книгах Рязанской епархии 1676 года в составе Дубровского прихода, в ней было 12 дворов крестьянских и 5 бобыльских.
В конце XIX — начале XX века деревня входила в состав Дубровской волости Муромского уезда. В 1859 году в деревне числилось 28 дворов, в 1905 году — 57 дворов, в 1926 году — 107 дворов.
С 1929 года деревня являлась центром Паршовского сельсовета Селивановского района, с 1940 года — в составе Новлянского сельсовета, с 2005 года — в составе Новлянского сельского поселения.

## Население
| 1859 | 1905 | 1926 | 2002 | 2010 | 2021 |
| ---- | ---- | ---- | ---- | ---- | ---- |
| 239  | ↗340 | ↗503 | ↘16  | ↘3   | ↘1   |